# Союз радянських товариств дружби і культурного зв'язку із зарубіжними країнами
Союз радянських товариств дружби і культурного зв'язку із зарубіжними країнами (СРТД) (рос. Союз советских обществ дружбы и культурных связей с зарубежными странами) — масове добровільне об'єднання радянських громадських організацій, що ставило за мету розвиток і зміцнення дружби і культурного співробітництва народів СРСР і зарубіжних країн. 

## Історія СРТД

### 1925-1958
Всесою́зне товариство культурних зв'язків із закордоном (рос. Всесоюзное общество культурной связи с заграницей — ВОКС) — радянська громадська організація, заснована в 1925 році. Офіційно в завдання ВОКС входило ознайомлення громадськості СРСР з досягненнями культури зарубіжних країн і популяризація культури народів Радянського Союзу за кордоном, сприяння розвитку і зміцненню дружби і взаєморозуміння між народами СРСР і інших країн. ВОКС займався організацією міжнародних виставок (зокрема, виставок зарубіжних книг в Москві), організацією участі радянського мистецтва в зарубіжних фестивалях і конкурсах, поїздок в СРСР делегацій зарубіжних товариств дружби і культурного зв'язку з СРСР, а також окремих видних діячів науки і культури (Поль Ланжевен, Ромен Роллан, Мартін Андерсен-Нексе, Рабіндранат Тагор і багато інших). У 1945 році з'явилися товариства «Швейцарія - СРСР», «Мадагаскар - Радянський Союз» і багато інших. До 1957 року товариства дружби з СРСР діяли в 47 країнах. У 1958 році ВОКС був перетворений в Союз радянських товариств дружби (ССОД). З 1925 по 1931 роки офіс товариства розташовувався в Москві за адресою Мала Нікітська, будинок 6, потім особняк був наданий у розпорядження письменника Максима Горького (1868-1936), який щойно повернувся в СРСР (у 1948-1994 рр.. Вулиця носила назву Качалова в пам'ять театрального актора В. І. Качалова, який жив на ній у 1914-1919 рр..). З 1932 по 1954 рр.. офіс товариства розташовувався за адресою Велика Грузинська, будинок 17. У 1935 році тут відбулася зустріч відвідав Москву Ромена Роллана з московською літературною громадськістю

### 1958 - 1991
У 1958 році Всесоюзне товариство культурного зв'язку із закордоном було перетворене на Союз радянських товариств дружби і культурного зв'язку із зарубіжними країнами. Яке об'єднувало 14 республіканських товариств, 79 організацій та асоціацій дружби і культурного зв'язку, 15 галузевих секцій, понад 1200 відділень радянських товариств дружби, до яких входить близько 30 тисяч підприємств, колгоспів, радгоспів, навчальних закладів, установ науки і культури (1982).

## Масовість організації
В роботі Союзу радянських товариств дружби і культурного зв'язку із зарубіжними країнами брало участь близько 50 млн чоловік. 

## Діяльність організації
Підтримувала постійні зв'язки з 9 тис. організацій у 141 країні, в т. ч. з 120 товариствами дружби з СРСР.

## Керівні органи
Найвищий орган — Всесоюзна конференція (скликається 1 раз на 5 років), у період між конференціями — Рада, виконавчий орган — Президія. Видає щомісячний журнал "Культура и жизнь" (рос. та іноз. мовами) і щотижневу (разом з АПН) газету "Московские новости" (рос. та іноз. мовами).

## Керівники організації
1. Каменєва Ольга Давидівна, (1925—1929)
2. Петров Федір Миколайович, (1929—1933)
3. Аросев Олександр Якович, (1934—1937)
4. Смірнов Віктор Федорович (в.о.), (1937—1940)
5. Кемєнов Володимир Семенович, (1940—1948)
6. Денісов Андрій Іванович, (1948—1957)
7. Попова Ніна Василівна, (1957—1975)
8. Круглова Зінаїда Михайлівна, (1975-1987)
9. Терешкова Валентина Володимирівна, (1987-1992)

## Нагороди та відзнаки
- Орден Дружби народів (1974).